# HMS Royal Sovereign (1786)
Pour les autres navires du même nom, voir HMS Royal Sovereign et HMS Captain.
Le HMS Royal Sovereign est un vaisseau de ligne de 1er rang de 100 canons construit en 1786 et en service dans la Royal Navy jusqu'en 1825. Il participe, sous le commandement de l'amiral Howe à la bataille du 13 prairial an II, et porte la marque de l'amiral Collingwood lors de la bataille de Trafalgar. Renommé HMS Captain et affecté au service de la rade en 1825, il est désarmé en 1826 et détruit en 1841.

## Construction
Le HMS Royal Sovereign est le troisième des sept navires britanniques à porter ce nom. Conçu par Sir Edward Hunt, il est construit au chantier naval de Plymouth et lancé le 11 septembre 1786. D'un cout de 67 458 £, il est le seul navire de sa classe.

## Service actif
Le HMS Royal Sovereign participe à la bataille du 13 prairial an II au sein de la flotte de l'amiral Howe. Au cours de la bataille, 14 membres d'équipage sont tués et 41 blessés.

### Bataille de Trafalgar
Durant la bataille de Trafalgar, le HMS Royal Sovereign porte la marque de l'amiral Collingwood et est commandé par le capitaine Rotheram. En tête de la colonne Collingwood, il est le premier navire britannique à aborder la ligne de bataille franco-espagnole après avoir essuyé pendant un quart d'heure les tirs du Fougueux. En passant derrière le Santa Ana, il tire une bordée meurtrière qui prend une batterie en enfilade, détruisant une quinzaine de canons. Tout en manœuvrant pour aborder le Santa Ana, le HMS Royal Sovereign repousse rapidement les San Leandro, San Justo et l’Indomptable qui tentent de secourir le navire espagnol. Attaqué par le HMS Belleisle puis par le HMS Temeraire, le Santa Ana amène son pavillon à 14 h 20.

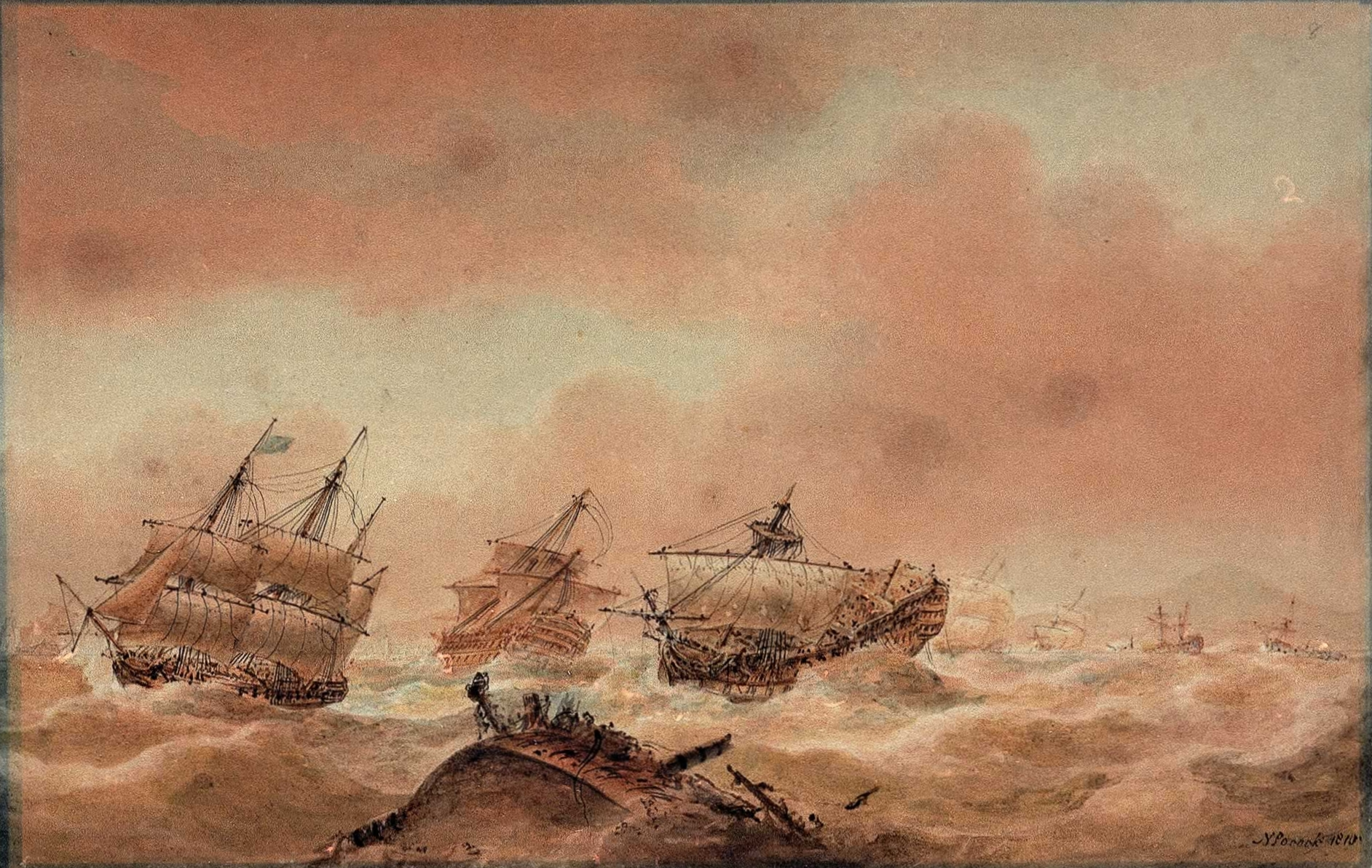
Le lendemain de la bataille, la frégate HMS Euryalus remorque le HMS Royal Sovereign au côté du HMS Victory.

Le HMS Royal Sovereign perd au cours de la bataille son mât de misaine, son grand mât et quasiment toute sa voilure sous le feu du Fougueux, de l’Indomptable et du Monarca. 47 membres d'équipage sont tués et 97 blessés.

### Après Trafalgar
Le HMS Royal Sovereign retourne en Méditerranée l'année suivante et participe au blocus de Toulon jusqu'en novembre 1811, lorsqu'il est réaffecté à la flotte de la Manche.
Le 17 août 1825, il est renommé HMS Captain après avoir été affecté au service de la rade de Plymouth. Désarmé en juin 1826, sa destruction a finalement lieu à Plymouth et se termine le 28 août 1841.